# Joan Matas Hortal
Joan Matas i Hortal (Figueres, Alt Empordà, 15 de desembre de 1826 - Buenos Aires, 21 de setembre de 1894) fou un polític republicà català.
Fill de botiguers de roba, de ben jove va mostrar inquietuds polítiques i amb només quinze anys va participar en manifestacions republicanes de suport a Abdó Terradas, el creador del primer partit polític republicà espanyol. El 1843 destacà en l'aixecament del castell de Sant Ferran de Figueres, contra el pronunciament del general Espartero. Entre 1843 i 1854, durant el període del govern moderat i de la proclamació de la nova Constitució, Matas es distingí per les seves activitats de propaganda i per l'organització de grups democràtics a l'Empordà. Participà en la revolució del 1854 i en el pronunciament d'O'Donnell de 1856 fou un dels primers sublevats i defensors dels ideals republicans, i es veié obligat a exiliar-se a França. Ben aviat tornà a Catalunya i es convertí en president del Centre República de Figueres i després del Partit Republicà
de l'Empordà. Les seves activitats polítiques, però, li van portar nous problemes i enfrontaments amb les autoritats governamentals i la policia, havent de tornar a exiliar-se a França des de principis de 1868 fins al setembre d'aquest mateix any, en què amb, el triomf de la Revolució de setembre del 1868, va tornar a entrar al Principat, acompanyant el general Blai Pierrad que menava una força de sis-cents soldats i del també republicà figuerenc Josep Rubau Donadeu per comandar les forces ciutadanes de Figueres i el castell.
Finalment, Matas va completar la seva carrera política sent designat president de la Diputació Provincial (1871-1873) i Governador civil de Girona (1873-1874).
A banda de les seves activitats polítiques, Matas va mantenir una gran afició cultural demostrada amb la presència activa en les societats recreatives populars del seu temps. Així, fou president del Casino Menestral Figuerenc, fundat el 1856, durant els anys 1859 i 1860. També va exercir la presidència del Casino Figuerenc, fundat el 1857 i desaparegut el 1894, i fou el fundador, el 1862, de la Societat Coral Erato.
Ocupat amb la seva activitat política, descuidà la seva activitat professional i va acabar en una difícil posiició. Decideix emigrar a Buenos Aires, amb l'esperança d'iniciar noves activitats i poder refer-se. Al no aconseguir-ho va tornar a Figueres i allà novament sense sort decideix embarcar-se novament fins a Buenos Aires, on finalment va morir, a l'hospital espanyol el 1894.